# Famille Bronfman
Pour les articles homonymes, voir Bronfman.
 (juin 2017).
Si vous disposez d'ouvrages ou d'articles de référence ou si vous connaissez des sites web de qualité traitant du thème abordé ici, merci de compléter l'article en donnant les références utiles à sa vérifiabilité et en les liant à la section « Notes et références ».
La famille Bronfman est une famille juive-canadienne d'influence qui est devenue célèbre avec Samuel Bronfman, lequel a fait fortune dans la boisson alcoolisée au cours du XXe siècle avec la compagnie Seagram. La plupart de la famille est située à Montréal (ou Westmount) et à New York.

## Membres
- Abraham Bronfman. Né: ?
  - Yechiel/Ekiel Bronfman Né: 16 Nov 1855, Russie. Marié: 1880. Décédé: 24 Dec 1919. Marié à Mindel Elman. (Née: 25 May 1863. Décédée: 11 Nov 1918.)
    - Abe Bronfman Né: 15 Nov 1882, Russie. Marié: 1905. Décédé: 1968. Marié à Sophie Rasminsky. (Décédée: 1967.)
      - Zelia Bronfman. Née: ?
      - Rona Bronfman. Née: ?
      - Mildred Bronfman. Née: ?
      - Beatrice Bronfman. Née: ?
      - Ruth Bronfman. Née: ?

    - Harry Bronfman Né: 20 Mar 1885, Russie. Marié: 1905. Décédé: 1963. Marié à Ann Gallaman. (Décédée: 1970.)
      - Allan Bronfman Né: 1906. Marié: 1931. Décédé: 1944. Marié à Freda BESNER
        - Mitchell Bronfman. Né: ?
        - Marion Bronfman. Née: ?
        - Beverly Bronfman. Née: ?

      - Gerald Bronfman. Né: ?
      - Rona Retta Bronfman. Née: ?

    - Laura Bronfman Née: 1 Jan 1887, Russie. Mariée: 1911. Décédée: 1976. Mariée à Barnett AARON.
    - Samuel Bronfman Né: 1 Mar 1889, à bord du bateau / né à Soroca, Bessarabie. Marié: 20 Jun 1922, Winnipeg, Man. Décédé: 10 Jul 1971, Montréal, Québec. Marié à : Saidye Rosner Bronfman. (Née: 20 Dec 1896, Plum Coulee, Man. Décédée: 6 Jul 1995, Montréal, Québec.)
      - Aileen Mindel « Minda » Bronfman de Gunzbur. Née: 1925. Mariée: 1953, Paris, France. Décédée: 1985. Mariée à Alain François DE Gunzbur.
      - Phyllis Lambert Née: 1927. Mariée à Jean LAMBERT.
      - Edgar Bronfman, Sr Né: 1929. Décédé: 2013. Marié à Ann Margaret LOEB de 1953 à 1973. Marié à Carolyn TOWNSHEND de 1973 à 1974. Marié à Rita "Georgianna" Eileen WEBB (dates inconnues). Marié à Jan Aronson de 1994 à 2013; son décès.
        - Samuel Bronfman II Né en 1954. Il est enlevé en 1975 par deux immigrés irlandais, le pompier Mel Patrick Lynch et le conducteur de limousine Dominic Byrne. Mel Patrick Lynch récupère la rançon de 2,3 millions US$ avec sa propre voiture, ce qui permet au FBI d'identifier le ravisseur à partir de la plaque d'immatriculation de son véhicule. Le FBI délivre Samuel Bronfman au bout de 9 jours de captivité. Toutefois, pendant son procès, Mel Patrick Lynch affirme faussement que Samuel Bronfman et lui étaient amants et que l'enlèvement avait été organisé par Samuel Bronfman lui-même afin d'extorquer de l'argent à sa famille. Malgré l'incohérence de cette défense, deux jurés se laissent convaincre, et les deux ravisseurs sont alors acquittés de l'accusation d'enlèvement (mais reconnus coupables d'extorsion et passent à ce titre plusieurs années en prison). Samuel Bronfman est marié à Melanie Mann en 1976.
        - Edgar Bronfman, Jr (en) Né en 1955. Marié à Sherry BREWER de 1979 à 1991. Marié à Clarisa ALCOCK San Román en 1993.
          - Benjamin Bronfman Né: 1982.
          - Vanessa Sherry BRONFMAN. Née: ?
          - Hannah Bronfman Née: 1987.

        - Holly BRONFMAN. Née: ?
        - Matthew Bronfman. Né: ?
        - Adam Rodgers BRONFMAN. Né: ?
        - Sara Bronfman Née: 1976.
        - Clare Bronfman Née: 1979.

      - Charles Bronfman. Marié à Barbara BAERWALD. Marié à Andrea Brett Morrison de 1982 à 2006. (Née: 1945. Décédée: 2006.) Marié à Bonita ROCHE de 2008 à 2011. Marié à Rita MAYO en 2012.
        - Stephen Bronfman. Né: ?
          - Coby Bronfman. Né en 2005 est le cinquième fils de Matthew Bronfman.

        - Ellen Bronfman. Née: ?

    - Jennie Bronfman Née: 3 Février 1891, Manitoba, Canada.
    - Bess Bronfman Née: 2 Mars 1893, Manitoba, Canada. Décédée: 1980. Mariée à Harry Louis Druxerman (Né: 1887. Marié: 1916. Décédé: 1940.) Mariée à Harry Soforenko. (Marié: 1954. Décédé: 1964.)
      - Alvin Druxerman. Né: ?
      - Jacquelyn Blanche Druxerman. Née: ?

    - Allan Bronfman Né: 2 Jan 1896, Manitoba, Canada. Marié: 28 Juin 1922, Ottawa, Ont. Décédé: 26 Mar 1980, Montréal, Québec. Marié à Lucy Bilsky.
      - Mona BRONFMAN Née: 1923. Mariée: 1947. Décédée: 1950.
      - Edward Maurice Bronfman Né: 1927. Décédé: 2005.
      - Peter Frederick Bronfman Né: 1929. Marié: 1976. Décédé: 1 Déc 1996, Toronto, Ont.
        - Bruce Bronfman. Né: ?
        - Linda Bronfman. Née: ?
        - Brenda Bronfman. Née: ?

    - Rose Bronfman Née: 3 Fév 1898, Manitoba, Canada. Mariée: 24 Juin 1922, Winnipeg, Man. Décédée: 31 Mai 1988. Mariée à Maxwell RADY (Né: 24 Nov 1899. Décédé: 3 Mar 1964.)
      - Mindel RADY. Née: ?
      - Marjorie Rady. Née: ?
      - Ernest RADY. Né: ?

## Fondation
En 1952, Samuel et Saidye Bronfman mettent sur pied une fondation familiale, l'une des plus importantes[réf. souhaitée] en matière d'octroi de bourses privées. Leur premier objectif[réf. souhaitée] est d'encourager l'initiative et l'esprit d'entreprise parmi les Canadiens. De plus, le couple aide généreusement[réf. souhaitée] l'Université McGill à construire un pavillon portant son nom. Il sera aussi un généreux donateur[réf. souhaitée] au Musée des beaux-arts de Montréal.

## Rapports entre la famille Bronfman et la secte NXIVM
Sara Bronfman (Née: 1976) et Clare Bronfman (Née: 1979.) sont impliquées dans le scandale de NEXVM, une société de marketing frauduleux à plusieurs niveaux et une secte basée près d' Albany , New York , États-Unis.
En 2001, Sara, 25 ans, a été présentée à NXIVM par un ami de la famille. NXIVM est une organisation de marketing à plusieurs niveaux fondée par Keith Raniere qui prétend aider les individus à se découvrir eux-mêmes, en proposant des séminaires de développement personnel et professionnel, mais qui a par la suite été identifiée comme une secte.
Après son introduction à NXIVM, Sara a exhorté Clare, alors âgée de 23 ans, à s'impliquer. Clare s'est alors engagée dans sa carrière équestre en tant que cavalière de compétition, entraîneuse de chevaux et propriétaire de Slate River Farm.
Sara et Clare sont devenues des adeptes engagées et des bailleurs de fonds à la fois de NXIVM et de son chef, Keith Raniere, [8] et ont déménagé dans le nord de l'État de New York pour travailler comme formateurs NXIVM.
Sara a commencé à travailler avec la société Exécutive Success Programs, Inc. (ESP) de Raniere et sa «technologie propriétaire» Rational Inquiry, qui avait été créée par Raniere.
En septembre 2018, un recours collectif a été intenté contre Bronfman devant la Cour suprême de Brooklyn, affirmant qu'elle avait "pris au piège" Isabella Martinez et Gabrielle Leal, entre autres, en prenant des cours coûteux dans le cadre d'un "stratagème frauduleux à l'échelle nationale" pour Raniere et NXIVM.
Sara et son mari ont fondé le Athal Education Group, une filiale française du Rainbow Cultural Garden de Raniere, ainsi que la succursale britannique de RCG elle-même. L'école a été fermée par les autorités en 2020. Le 19 juin 2019, le fondateur de NXIVM, Raniere, a été trouvé coupable de trafic sexuel et de racket. Au procès, le témoin à charge et transfuge de NXIVM Mark Vincente a déclaré que Sara Bronfman faisait partie du «groupe de confiance» de Raniere.
Le 28 janvier 2020, Sara et Clare Bronfman ont été inculpées lorsque 80 victimes ont poursuivi NXIVM, affirmant qu'elles étaient victimes de trafic sexuel et de travail forcé.
En septembre 2020, Clare est condamnée à 6 ans de prison et 500 000 $ d'amende pour son implication dans la secte. Ceci en plus d'un accord de plaidoyer de 6 millions $.
Jusqu’au bout, Clare Bronfman a refusé de désavouer M. Raniere, lui-même reconnu coupable des sept chefs d'inculpation retenus contre lui, dont exploitation sexuelle d'une adolescente de 15 ans, extorsion et association de malfaiteurs, et condamné en septembre 2020 à 120 ans de prison.
«Pendant mes nombreuses années chez Nxivm, j’ai commencé à apprécier la vie, à me sentir acceptée, aimée, heureuse», écrivait-elle au juge new-yorkais Nicholas Garaufis fin août. «Beaucoup de membres de cette communauté sont devenus un peu ma famille, et je ne peux pas tourner le dos à ces amitiés ni nier le profond impact que Keith et Nxivm ont eu sur ma vie», ajoutait-elle,.